# Gaahl

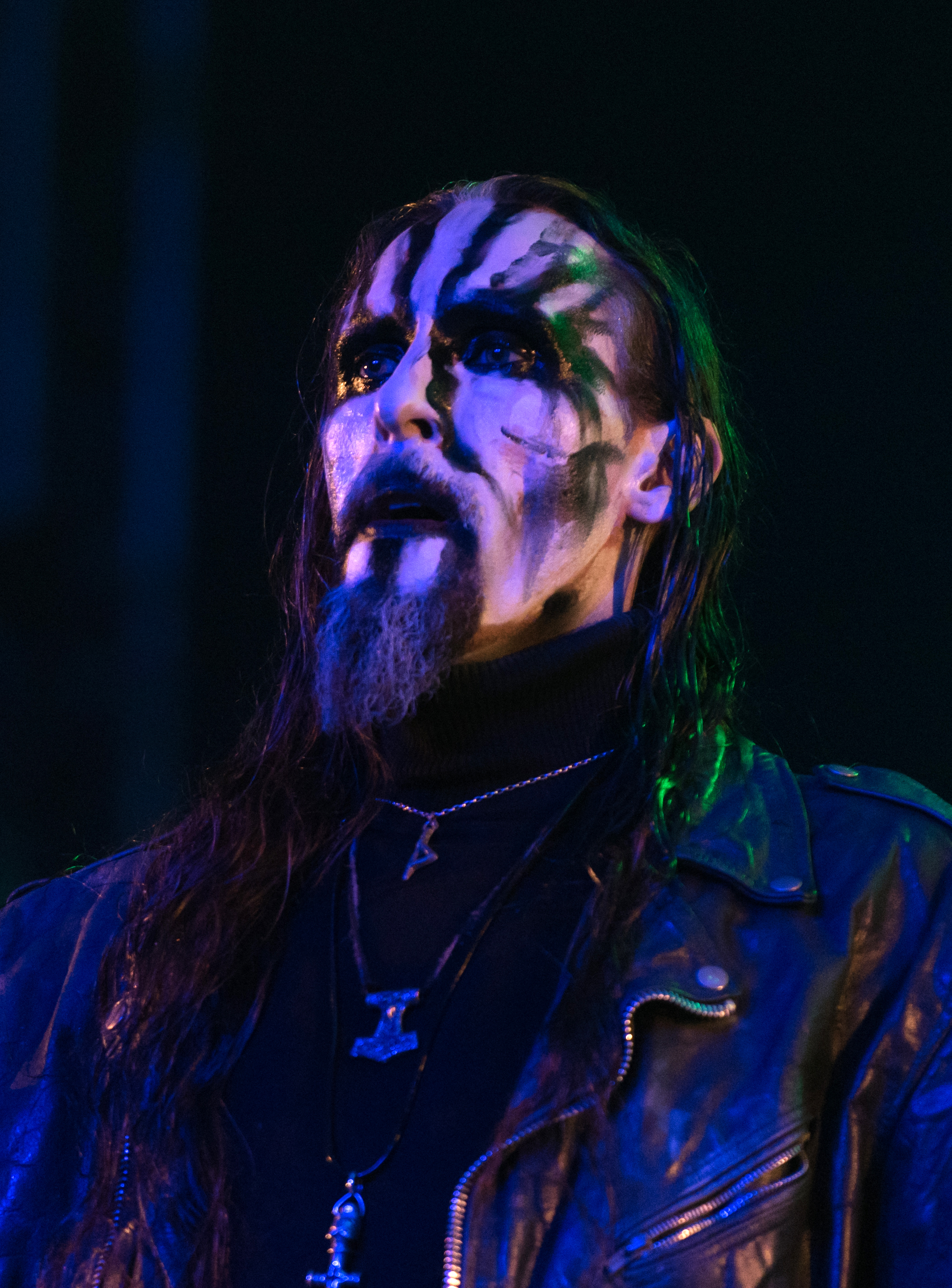
Gaahl im Jahr 2018

Kristian Eivind Espedal (* 7. August 1975 in Fjaler, Norwegen), besser bekannt unter dem Pseudonym Gaahl, ist ein norwegischer Sänger.
Espedal ist der frühere Sänger der Black-Metal-Band Gorgoroth. Er ist außerdem der (Mit-)Gründer von Wardruna, Trelldom, Gaahlskagg und God Seed. Nachdem er den Namen Gorgoroth nicht mehr benutzen durfte, gründete er die Band Gaahls Wyrd.

## Künstlerische Karriere

### 1993–1998: Erste Bands: Trelldom, Sigfader und Gahlskagg
Espedal war erstmals im Jahr 1993 im Black Metal involviert, als er mit dem Gitarristen Tyrant und dem Bassisten Taakeheim die Gruppe Trelldom ins Leben rief. Ein weiterer involvierter Musiker war der Schlagzeuger Goat Pervertor. Mit der Gruppe brachte er eine Demo sowie die drei Alben Tit Evighet, Til Minne und Til et Annet heraus. Letzteres erschien 1998. Im selben Jahr war Espedal zudem in den beiden Bands Sigfader und Gahlskagg aktiv, mit welchen er 1999 jeweils eine EP herausbrachte.

### 1998–2007: Seine Zeit bei Gorgoroth und Gründung von Wardruna
Im Jahr 1998 wurde er Mitglied der norwegischen Black-Metal-Band Gorgoroth und war erstmals auf deren vierten Album Destroyer zu hören, wenn auch lediglich im titelgebenden Stück. Seine ersten Konzerte spielte er im Mai gleichen Jahres, als die Gruppe fünf Auftritte mit Cradle of Filth in Deutschland absolvierte.
Das erste Album, auf dem Espedal, ab sofort Gaahl genannt, hauptsächlich als Sänger in Erscheinung trat, war Incipit Satan, welches zwischen Juli und Oktober 1999 aufgenommen wurde. Zwischen Februar und Dezember 2002 saß Gaahl im Gefängnis, weil er einen Mann überfallen hatte. Er musste dem Opfer Schmerzensgeld in Höhe von 158.000 NOK zahlen, was ungefähr 27.000 USD entspricht.
2003 begann er, zusammen mit Einar Selvik, am ersten Album des Projekts Wardruna zu arbeiten, welches sich um die Runen und die Kulte der alten nordgermanischen Religion dreht. Gaahl trug auch maßgeblich zum zweiten Album bei, welches 2013 veröffentlicht wurde.
Im Jahr 2006 erschien mit Ad Majorem Sathanas Gloriam Gaahls ein drittes Album mit der Gruppe. Zwischen April und Dezember des gleichen Jahres wurde Gaahl erneut verhaftet. Er hatte einen Mann überfallen und gefoltert, wofür er neun Monate Gefängnisstrafe erhielt. Das Opfer erhielt ein Schmerzensgeld von 190.000 NOK. Gaahl seinerseits sprach von Notwehr.
Im April 2007 stand Gaahl im Fokus der Dokumentation True Norwegian Black Metal. Im Oktober 2007 versuchte er gemeinsam mit seinem Bandkollegen King ov Hell, den Gitarristen und Gründer der Band Gorgoroth, Infernus, aus der Band zu werfen und den Namen Gorgoroth für sich zu beanspruchen. Das war der Beginn des Namensrechtsstreites um Gorgoroth.

### 2008–2012: Nach Gorgoroth: Musikalische Schaffenspause

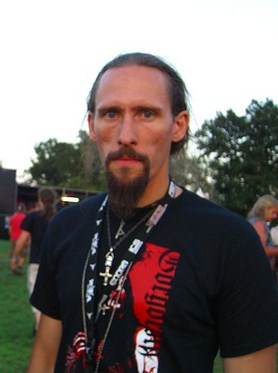
Gaahl (2008)

Auf dem Wacken Open Air 2008 traten King ov Hell und Gaahl unter dem Namen Gorgoroth auf – noch während des laufenden Namensstreites. Im Backstage-Bereich soll es eine Schlägerei zwischen der Band und einigen Fans gegeben haben. Die Person, welche die Schlägerei begann, musste ins Krankenhaus eingeliefert werden. Grund sollen homophobe Aussagen gegenüber Gaahl gewesen sein.
Im März 2009 fällte ein Gericht in Oslo das Urteil, dass Infernus der rechtmäßige Urheber des Namens Gorgoroth sei und Gaahl diesen Namen nicht mehr weiterhin nutzen durfte. Sein neues Projekt, welches bis dahin unter diesem Namen aufgelaufen war, trat seitdem als God Seed auf. Anfang 2009 verbrachte Gaahl einige Zeit in Spanien, um an seinen Texten für ihr Debütalbum zu schreiben. Die Gruppe arbeitete mit Sessionmusikern im Studio, allerdings wurde das Album nie veröffentlicht, im Juli 2009 wurde das Projekt wieder auf Eis gelegt.
Gaahl wandte sich der Schauspielerei zu und trat am Nationaltheatret auf, 2012 war er im Kinofilm Escape – Vermächtnis der Wikinger zu sehen. Im Mai 2010 trat Espedal in dem Black-Metal-Musical Svartediket des Bergener Theaters Den Nationale Scene auf dem Bergen International Festival auf. Wegen Gaahls antichristlichen Standpunkten wurde seine Beteiligung kritisiert.

### Seit 2012: Musiker und Maler
Im Januar 2012 rief Gaahl das Projekt God Seed erneut ins Leben. Gemeinsam mit King ov Hell und weiteren Musikern veröffentlichte er im Oktober 2012 das Debütalbum I Begin, welches über Indie Recordings veröffentlicht wurde.
Neben seinem musikalischen Schaffen betätigt sich Espedal auch als bildender Künstler. Seit 2018 stellt Espedal seine Werke in der Galleri Fjalar in Bryggen in Bergen aus.

## Privatleben
Espedal verbrachte seine Kindheit in dem dünn besiedelten Tal Espedal in Fjaler. Seine Familie besitzt immer noch ein Haus in dieser Gegend, lebt aber inzwischen hauptsächlich in Bergen.
Im Jahr 2004 gab Espedal an, Vegetarier zu sein.
Im Juli 2008 veröffentlichte Espedal gemeinsam mit der Modedesignerin Sonja Wu und dem Modeagenten Dan De Vero unter dem Namen Wynjo eine Kleiderkollektion für Frauen. Gaahl und De Vero hatten sich 2006 kennengelernt und machten 2008 ihre Beziehung öffentlich. Kurz danach wurde De Vero von mehreren Black-Metal-Fans öffentlich und über E-Mail bedroht. Auf der Bergen Gay Galla wurde Espedal im Januar 2010 der Preis für die Homosexuelle Person des Jahres übergeben. 2011 war Espedal mit dem Model Robin Jakobsen liiert.

## Ideologie
Gaahl sieht sich selbst als Schamane. Er trägt oft einen Mjölnir-Anhänger. Zudem sieht er sich dem Heidentum stark verbunden.

### Stellung zum Christentum und Satanismus
Auch wenn er den christlichen Glauben vehement ablehnt, wird er oft fälschlich als Satanist beschrieben. In früheren Interviews erzählte er, dass er „sein eigener Gott und sein eigener Satan“ sei und er sich deswegen nicht als Satanist betrachte. Diese Aussage bekräftigt er in der Dokumentation True Norwegian Black Metal als er aussagte, dass der „einzig wahre Gott in einem selbst schlummert“. In einem Interview in der Dokumentation Metal: A Headbanger’s Journey wurde er gefragt, wofür Gorgoroth stehe, was er mit „Satan“ beantwortete. Auf die Frage was Satan für ihn repräsentiere, entgegnete er „Freiheit“.

“We live in a Christian world and we have to speak their language […] When I use the word 'Satan' it means the natural order, the will of a man, the will to grow, the will to become the superman and not to be oppressed by any law such as the church, which is only a way to control the masses.”

„Wir leben in einer christlichen Welt und müssen deren Sprache sprechen [...] Wenn ich das Wort 'Satan' benutze, meine ich die natürliche Ordnung, den freien Willen, den Willen zu wachsen und ein Übermensch zu werden und nicht von irgendeinem Gesetz unterdrückt zu werden, wie es die Kirche ist, die nur eine Art ist die Massen zu kontrollieren.“

Gaahl verneinte, dass er sich in seinem Glauben von Friedrich Nietzsche inspirieren ließ. Auch sieht er sich als ein Gegner der Church of Satan.

### Black Metal
Unter dem Begriff Black Metal versteht er die Individualität als wichtigsten Aspekt. Er beschreibt Black Metal als eine „Darstellung der Wahrheit ohne Kompromisse“ und als „Krieg für alle, die das Flüstern hören können“. Auf die Frage wie er über Kirchenverbrennungen im Zuge der frühen Jahre des Black Metal denke, antwortete er:

“Church burnings are, of course, a thing that I support one hundred percent. It should have been done much more, and will be done much more in the future. We have to remove every trace [of] what Christianity, and the Semitic roots, have to offer this world.”

„Kirchenverbrennungen sind selbstverständlich eine Sache, die ich zu hundert Prozent unterstütze. Sie hätten noch viel häufiger getan werden sollen, und werden es noch in der Zukunft. Wir müssen jede Spur auslöschen, die das Christentum und seine semitischen Wurzeln dieser Welt zu bieten haben.“

Im Jahr 1995 sagte er in einem kontrovers gehaltenen Interview folgendes zum Thema Kirchenverbrennung:

“Well, personally I don’t mind it at all, but I fear that it might cause among people fear of nihilism and [the] anti-Christian views that black metal represents, and in that way lead neutral people to succumbing to Christendom because that is what they accept and don’t want to lose. I think it's the wrong way to proceed.”

„Naja, persönlich stören sie mich nicht, aber ich fürchte, sie könnten unter den Menschen Angst vor Nihilismus und anti-christlichen Sichtweisen, repräsentiert durch Black Metal, auslösen, und das könnte neutrale Menschen dazu führen sich dem Christentum zu unterwerfen, weil es das ist, was sie akzeptieren und nicht verlieren möchten. Ich denke, das ist der falsche Weg.“

### Politik
In einem kontroversen Interview aus dem Jahre 1995 sagte Gaahl, dass er Menschen wie Varg Vikernes, Adolf Hitler, sowie die Herrscher des Römischen Reiches Gaius Iulius Caesar, Kaiser Augustus und Nero unterstütze. Er bezeichnete „Nigger“, „Mulatten“ und Muslime als „Untermenschen“. Inzwischen bezeichnet er sich als unpolitisch und sagt, dass sein Freundeskreis sowohl Menschen aus rechten als auch aus dem linken politischen Lager kenne. In einem Interview mit dem Rock Hard im Jahr 2008 wurde er auf das Interview von 1995 angesprochen und antwortete folgendes:

“In the early '90s, there were all these different youth gangs in Norway and one thing led to another. I was involved in gang fights and had false friends … There was no political disposition – not with me nor any of my friends. But you had to profess allegiance to a certain group if you wanted to defend yourself and not get your ass kicked.”

„In den frühen 90ern gab es in Norwegen diese vielen verschiedenen Jugendgruppen und da führte eine Sache zur anderen. Ich war an Gruppenschlägereien beteiligt und hatte falsche Freunde... Es gab keine politische Gesinnung – weder bei mir noch bei meinen Freunden. Aber du musstest einer bestimmten Gruppe Treue schwören, wenn du dich selbst verteidigen und nicht angegriffen werden wolltest.“

In den 1990er-Jahren wurde seine Band Trelldom auf die schwarze Liste der Anti-Defamation League gesetzt. Als Grund wurden die Aussagen Gaahls in dem Interview aus dem Jahr 1995 angeführt.

## Diskographie

### Mit Gorgoroth
- 1998: Destroyer
- 2000: Incipit Satan
- 2003: Twilight of the Idols
- 2006: Ad Majorem Sathanas Gloriam

### Mit God Seed
- 2012: Live at Wacken 2008 (als Gorgoroth angekündigt und aufgelaufen)
- 2012: I Begin

### Mit Trelldom
- 1995: Til Evighet
- 1998: Til et Annet
- 2007: Til Minne
- 2024: By the Shadows

### Mit Wardruna
- 2009: Runaljóð – gap var Ginnunga
- 2013: Runaljóð – Yggdrasil

### Mit Gaahls Wyrd
- 2019: Gastir – Ghosts Invited
- 2021: The Humming Mountain (EP)
- 2025: Braiding the Stories

## Filmographie
- 2005: Metal: A Headbanger’s Journey (Dokumentation)
- 2007: True Norwegen Black Metal (Dokumentation)
- 2012: Escape – Vermächtnis der Wikinger (Flukt)